# Wallace Wattles
Wallace Delois Wattles (1860 – 1911) fue un escritor estadounidense, y uno de los más conocidos exponentes del Nuevo Pensamiento, a la par de nombres como William Walker Atkinson, Orison Swett Marden, los esposos Towne (Elizabeth y William) y Ralph Waldo Emerson.
Su trabajo más célebre es su libro de 1910, La ciencia de hacerse rico, en el cual explica cómo superar barreras mentales y otros condicionamientos para, a través de la creación y no de la competencia, atraer riquezas.

## Vida y carrera
Poco después del fallecimiento de Wallace Wattles, su vida fue descrita por su hija Florence en una carta publicada en una revista de divulgación del Nuevo Pensamiento, Nautilus, editada por Elizabeth Towne. 
Towne fue la gran promotora del «Nuevo Pensamiento» a principios de siglo, y a través de The Nautilus publicó artículos de Wattles en casi todas sus ediciones. Su compañía fue la que editó y publicó los libros de Wattles. 
Florence A. Wattles escribió que su padre nació en Estados Unidos en 1860, recibió escasa educación formal, y en un principio se vio excluido del mundo del comercio y de la posibilidad de alcanzar independencia económica.
De acuerdo al censo federal estadounidense de 1880 Wallace vivía con sus padres en una granja de Nunda Township, condado de McHenry, Illinois, donde trabajaba como granjero. Su padre aparece como jardinero y su madre como ama de casa. Wallace fue registrado como nacido en Illinois y sus padres en Nueva York. No aparecen registrados otros miembros en la familia.
Florence escribió que «él hizo mucho dinero, y tuvo buena salud, excepto por su extrema fragilidad» en los tres años anteriores a su fallecimiento en 1911. Su muerte a la edad de 51 años, fue considerada «prematura» por su hija. Durante el año previo no sólo publicó su trilogía (La Ciencia de Estar Bien, La Ciencia de Hacerse Rico y La Ciencia de Ser Grandioso), sino que también se postuló para un cargo público.
Ora Ellen Cox, escribiendo para El Partido Socialista en Indiana en 1916, afirmó que Wattles vivía en o cerca de Kokomo, Indiana, hacia el final de su vida. Su hija identificó el pueblo donde vivía como Elwood, Indiana.

## Socialismo cristiano
En 1896 en Chicago, Illinois, Wattles asistió a «una convención de reformadores» donde conoció a George Davis Herron, un ministro de la Iglesia congregacional y profesor de Cristianismo Aplicado en el colegio Grinnell, quien atrajo atención nacional por predicar una forma de Socialismo cristiano.
Después de su encuentro con Herron, Wattles se transformó en un visionario social y comenzó a exponer lo que Florence llamó «el maravilloso mensaje social de Jesús». De acuerdo a Florence, él alcanzó cierta posición dentro de la Iglesia Metodista, de la cual fue apartado por su «herejía». 
En noviembre de 1905, en Cincinnati, pronunció su aclamado discurso Jesús: El Hombre y Su Obra, que analizaba el cristianismo desde una perspectiva socialista. Posteriormente, en 1907 publicó el libro Un Nuevo Cristo, en que expandió las ideas de ese discurso, y presentó a Jesús como un individuo extraordinario que atacó las terribles condiciones sociales de su tiempo. 
En la elección de 1908, se presentó como candidato del Partido Socialista de América en el Octavo Distrito Congresional. En 1910 se presentó como candidato Socialista, para la oficina del Fiscal del condado de Madison, Illinois, 50.º distrito, pero no ganó la elección. Un año después falleció, a los 51 años.
Florence Wattles siguió siendo Socialista luego de la muerte de su padre, y fue delegada al Comité Nacional del Partido Socialista en 1912 y 1915.

## Nuevo Pensamiento
Como habitante del Medio Oeste, Wattles viajó a Chicago, donde residían numerosos representantes del Nuevo Pensamiento, entre ellos  Emma Curtis Hopkins y  William Walker Atkinson, y expuso sus Lecciones de Sábado a la noche en Indiana; sin embargo su primera editora fue Elizabeth Towne de Massachusetts.
Estudió los escritos de Georg Wilhelm Friedrich Hegel y Ralph Waldo Emerson. y recomendó el estudio de sus libros a los lectores que deseaban profundizar en lo que él denominó la teoría monista del cosmos.
A través del estudio y experimentación personal Wattles proclamó haber descubierto la verdad de los principios del Nuevo Pensamiento y los puso en práctica en su propia vida. Sus libros más representativos del nuevo pensamiento (influenciados no solo por Emerson, sino probablemente por William Walker Atkinson y Orison Swett Marden) fueron La Ciencia de Hacerse Rico y la Ciencia de Ser Grandioso.
También defendió las por entonces populares teorías de salud de El Gran Masticador Horace Fletcher así como el «Plan Sin Desayuno» de Edward Hooker Dewey, las cuales manifestó haber aplicado en su propia vida. Escribió libros esbozando estos principios y prácticas, tales como Salud a Través del Nuevo Pensamiento y el Ayuno y La Ciencia de Estar Bien. 
Su hija Florence manifestó que él «vivió cada página» de sus libros.
Como autor práctico, Wattles sugirió a sus lectores que probaran sus teorías en ellos mismos en lugar de tomar su palabra como la de una autoridad, y aseguró que había testeado sus métodos en él mismo y en otros antes de publicarlos.
Wattles practicó la técnica de la visualización creativa. En palabras de su hija Florence, él «formaba una imagen mental» o imagen visual, y entonces «trabajaba hasta la realización de esa visión»:

Él escribía casi constantemente. Fue entonces cuando formó su imagen mental. Se vio a sí mismo como un escritor exitoso, una personalidad de poder, un hombre de avanzada, y comenzó a trabajar en pos de la realización de esa visión. Él vivió cada página... Su vida fue realmente una vida poderosa.

## Influencia
Rhonda Byrne dijo en un reportaje para Newsweek que la inspiración para realizar su film de 2006 El Secreto y el subsiguiente libro de mismo título, fue su acercamiento a La ciencia de hacerse rico de Wattles. La hija de Byrne, Hayley, proporcionó a su madre una copia del libro para ayudarla a recuperarse de su depresión.
La película también hace referencia, al repopularizar el término Ley de atracción, a un libro de 1908 por otro autor del Nuevo Pensamiento, William Walker Atkinson, titulado Vibración del Pensamiento o la Ley de Atracción en el Mundo del Pensamiento.